# Haya (langue)
Pour les articles homonymes, voir haya et Haya.
Le haya est une langue bantoue parlée par une population tanzanienne du même nom, celle des Haya(s), en Afrique de l'est.

## Personnalités s'exprimant en haya
- Saida Karoli, chanteuse tanzanienne.